# إحساسن (آيت إيكوب)
إحساسن هو دُوَّار يقع بجماعة آيت بورزوين، إقليم الحاجب، جهة فاس مكناس في المملكة المغربية. ينتمي الدوّار لمشيخة آيت إيكوب التي تضم 3 دواوير. يقدر عدد سكانه بـ 382 نسمة حسب الإحصاء الرسمي للسكان والسكنى لسنة 2004.

## روابط خارجية
- البوابة الوطنية للجماعات الترابية
- المندوبية السامية للتخطيط